# Brigadas Jihad Jibril
Las Brigadas Jihad Jibril son un grupo militante palestino. Las Brigadas Jihad Jibril forman la rama paramilitar del Frente Popular para la Liberación de Palestina-Comando General (FPLP-CG). Las brigadas llevan el nombre del mártir Jihad Ahmed Jibril, el hijo del fundador Ahmed Jibril y exjefe de las brigadas, que murió en un ataque israelí en 2002.

## Historia
Originalmente, formaron la rama paramilitar del FPLP-CG, fundada en 1969 tras una división en el FPLP tras el rechazo de Jibril al marxismo del FPLP. Las Brigadas participaron en el conflicto del Sur del Líbano junto a Hezbolá, el Frente de Resistencia Nacional Libanés y el Movimiento Amal contra las Fuerzas de Defensa de Israel y sus colaboradores del Ejército del Sur del Líbano. Al mismo tiempo, el FPLP-CG se alió abiertamente con Hezbolá. Tomaron el nombre de su líder, Jihad Ahmed Jibril, tras la muerte de este último en 2002. En 2008, las Brigadas Jihad Jibril dispararon cohetes contra la ciudad israelí de Netivot. 
Las brigadas entrenan con su propio armamento y cuentan con fabricantes de explosivos y misiles. Aunque de obediencia laica, las brigadas se acercaron a Hamás en la década de 2000, pero se alejaron de él en la década de 2010, tras la Guerra Civil Siria. Las brigadas están activas en la Franja de Gaza. Las brigadas participan activamente en la Guerra Civil Siria, junto con el gobierno baazista sirio, y se enfrentaron con el Ejército Libre Sirio, durante la batalla del campo de refugiados de Yarmouk, así como con el grupo terrorista global Dáesh. En particular, lucharon en el campo de Yarmouk. También se enfrentaron al grupo islamista palestino pro-rebelde Aknaf Bait al-Maqdis. Se cree que alrededor de 400 miembros del FPLP-CG murieron durante la guerra civil. 
Las Brigadas Jihad Jibril participan activamente en entrenamientos conjuntos en la Franja de Gaza con otras facciones palestinas. Cooperan activamente con la Jihad Islámica Palestina, a pesar de sus diferencias ideológicas. Participaron en los ataques de Hamás a Israel, en 2023, lo que provocó la guerra entre Israel y Gaza.

## Armamento

### Fusil de asalto
| Nombre          | Imagen          | Origen          | Fabricante              | Munición        |
| Fusil de asalto | Fusil de asalto | Fusil de asalto | Fusil de asalto         | Fusil de asalto |
| --------------- | --------------- | --------------- | ----------------------- | --------------- |
| AK-47           |                 | Rusia           | Corporación Kalashnikov | 7,62 × 39 mm    |

### Granada antitanque
| Nombre             | Imagen             | Origen             | Explosivo          |
| Granada antitanque | Granada antitanque | Granada antitanque | Granada antitanque |
| ------------------ | ------------------ | ------------------ | ------------------ |
| RKG-3              |                    | Unión Soviética    | TNT / RDX          |

### Granada propulsada por cohete
| Nombre                        | Imagen                        | Origen                        | Fabricante                    |
| Granada propulsada por cohete | Granada propulsada por cohete | Granada propulsada por cohete | Granada propulsada por cohete |
| ----------------------------- | ----------------------------- | ----------------------------- | ----------------------------- |
| RPG-7                         |                               | Rusia                         | Bazalt                        |

### Sistema de defensa antiaérea portátil
| Nombre        | Fotografía | Origen | Tipo    | Fabricante |
| ------------- | ---------- | ------ | ------- | ---------- |
| 9K32 Strela-2 |            | Rusia  | MANPADS | KBM        |

### Cohetes
| Nombre                | Imagen                | Origen                | Fabricante                   |
| Artillería de cohetes | Artillería de cohetes | Artillería de cohetes | Artillería de cohetes        |
| --------------------- | --------------------- | --------------------- | ---------------------------- |
| Katiusha              |                       | Rusia                 | Planta Comintern de Voronezh |

### Mina antitanque
| Nombre          | Imagen          | Origen          | Explosivo       |
| Mina antitanque | Mina antitanque | Mina antitanque | Mina antitanque |
| --------------- | --------------- | --------------- | --------------- |
| TMA-3           |                 | Yugoslavia      | TNT             |